# ایلینو-پولیانا
ایلینو-پولیانا (انگلیسی: Ilyino-Polyana) یک شهرک در شهرستان بلاگووشچنسکی باشقیرستان کشور روسیه است.